# Sobrália
Sobrália é um município brasileiro no interior do estado de Minas Gerais, Região Sudeste do país. Localiza-se no Vale do Rio Doce e pertence ao colar metropolitano do Vale do Aço. Sua população estimada em 2019 era de 5 553 habitantes.

## História
O desbravamento da região do atual município, até então povoada exclusivamente pelos índios Puris e Botocudos, teve início no começo do século XX, quando chegaram ao lugar vários exploradores em busca de terras férteis para a agricultura e pecuária. Com o passar do tempo, formou-se um povoado, denominado Córrego das Pedras e, mais tarde, Itaúba. Dado o desenvolvimento populacional, foi criado o distrito subordinado ao município de Tarumirim e com o nome de Sobrália pelo decreto-lei estadual nº 1.058, de 31 de dezembro de 1943. A emancipação foi decretada pela lei estadual nº 2.764, de 30 de dezembro de 1962, constituindo-se pelo distrito-sede e pelo distrito de Plautino Soares.

## Geografia
De acordo com a divisão regional vigente desde 2017, instituída pelo IBGE, o município pertence às Regiões Geográficas Intermediária e Imediata de Governador Valadares. Até então, com a vigência das divisões em microrregiões e mesorregiões, fazia parte da microrregião de Governador Valadares, que por sua vez estava incluída na mesorregião do Vale do Rio Doce.
O principal córrego é o Córrego das pedras, que passa no centro da cidade e é transposto por 4 pontes. A pedra Itaúba é o principal ponto turístico, onde está localizado o "Cruzeiro". Muitas pessoas sobem lá para pagar promessas, outras simplesmente a passeio.

## Infraestrutura

### Saúde
Conta hoje com um posto do Programa Saúde em Casa na Sede e um Posto de Saúde na sede e outro no distrito. Duas ambulâncias para transporte de pacientes que precisam de atendimento fora da cidade. Possui também, em pleno funcionamento, um Conselho Municipal de Saúde que atua na fiscalização e contribui com idéias para o melhoramento da qualidade de vida da população. O Município participa do Convênio CISDOCE, cooperativa entre municípios, que viabiliza atendimento médico e laboratorial à toda população, com descontos consideráveis em consultas e exames ou isenção de pagamento para pessoas carentes. Conta, também com uma unidade da Farmácia Popular de Minas Gerais a partir do ano de 2011.

### Educação
Sobrália conta com uma Escola Estadual que oferece o ensino da Fase Introdutória até o 3º ano do Ensino Médio. Conta ainda com duas creches (uma na Sede e outra no Distrito)e três Escolas Municipais (Nos Córregos Santa Terezinha e Caixa Larga e uma no distrito) que oferecem desde a fase introdutória até à oitava série do Ensino Fundamental. Conta ainda com transporte escolar que atende a maior parte da demanda da Educação Básica.

## Cultura e lazer

### Esporte
- Itaúba Futebol Clube
- Boka Juniors Futebol Clube
- Associação Taekwondo Sobrália
- Panelinha Futebol Clube (Futsal)
- Associação ALMA (escalada em rochas)

### Principais festas religiosas
- São Sebastião (20 de janeiro) - Com leilão de bezerros doados pelos fazendeiros e outros animais,doados pela comunidade.
- Mês de Maria (maio) - Coroação de Nossa Senhora e reza do terço todos os dias à noite com barraquinhas e leilões após e a, que já virou tradicional, canjiquinha com costelinha.
- Festa de Nossa Senhora da Conceição e Santa Luzia - 5 a 13 de dezembro - Missa todos os dias. Nossa Senhora da Conceição é a Padroeira e Santa Luzia foi adotada na devoção pelo povo junto com o antigo Pe. Roberto Bocca (pároco - conhecido por Frei Roberto - in memorian).